# Стратмор-Вілледж (Кентуккі)
Стратмор-Вілледж (англ. Strathmoor Village) — місто (англ. city) в США, в окрузі Джефферсон штату Кентуккі. Населення — 684 особи (2020).

## Географія
Стратмор-Вілледж розташований за координатами 38°13′15″ пн. ш. 85°40′40″ зх. д. / 38.22083° пн. ш. 85.67778° зх. д. (38.220790, -85.677871).  За даними Бюро перепису населення США в 2010 році місто мало площу 0,27 км², уся площа — суходіл.

## Демографія
Згідно з переписом 2010 року, у місті мешкало 648 осіб у 266 домогосподарствах у складі 187 родин. Густота населення становила 2396 осіб/км².  Було 288 помешкань (1065/км²).
Расовий склад населення:
| - 93,2 % — білих - 2,5 % — чорних або афроамериканців - 2,3 % — азіатів - 0,5 % — вихідців з тихоокеанських островів - 0,2 % — корінних американців |

До двох чи більше рас належало 1,2 %. Частка іспаномовних становила 1,5 % від усіх жителів.
За віковим діапазоном населення розподілялося таким чином: 20,7 % — особи молодші 18 років, 67,9 % — особи у віці 18—64 років, 11,4 % — особи у віці 65 років та старші. Медіана віку мешканця становила 44,4 року. На 100 осіб жіночої статі у місті припадало 91,7 чоловіків;  на 100 жінок у віці від 18 років та старших — 87,6 чоловіків також старших 18 років.
Середній дохід на одне домашнє господарство  становив 95 291 долар США (медіана — 82 708), а середній дохід на одну сім'ю — 118 305 доларів (медіана — 99 792). Медіана доходів становила 58 125 доларів для чоловіків та 51 875 доларів для жінок. За межею бідності перебувало 3,0 % осіб, у тому числі 0,0 % дітей у віці до 18 років та 7,1 % осіб у віці 65 років та старших.
Цивільне працевлаштоване населення становило 368 осіб. Основні галузі зайнятості: освіта, охорона здоров'я та соціальна допомога — 31,3 %, мистецтво, розваги та відпочинок — 13,9 %, науковці, спеціалісти, менеджери — 12,8 %.